# Supersex
Supersex est une mini-série dramatique italienne en sept parties d'environ 51 minutes basée sur la vie de l'acteur pornographique italien Rocco Siffredi, et mise en ligne le 6 mars 2024 sur Netflix.

## Distribution
- Alessandro Borghi (VF : Thibaut Lacour) : Rocco Siffredi
  - Saul Nanni (VF : Aurélien Raynal) : Rocco jeune
- Jasmine Trinca (VF : Myrtille Bakouche) : Lucia
- Adriano Giannini (VF : Valentin Merlet) : Tommaso, le demi-frère de Rocco
  - Francesco Pellegrino (VF : Gauthier Battoue) : Tommaso jeune
- Vincenzo Nemolato (VF : Laurent Morteau) : Riccardo Schicchi
- Gaia Messerklinger (it) : Moana Pozzi
- Jade Pedri (VF : elle-même) : Sylvie
- Enrico Borello (VF : Damien Ferrette) : Gabriele
- Linda Caridi (VF : Diane Dassigny) : Tina
- Linda Hardy (VF : elle-même) : Denise
- David Kammenos (VF : lui-même) : Jean-Claude
- Giulio Greco (VF : lui-même) : Cristoph Clark
- Rocco Siffredi (VF : lui-même) : Le client du restaurant qui veut ses pâtes al dente (épisode 2)

 Source et légende : version française (VF) sur RS Doublage

## Production

### Développement
En septembre 2022, il est annoncé que le tournage d'une série italienne librement inspirée de la vie de l'acteur pornographique Rocco Siffredi a commencé à Rome. La série est produite par The Apartment Pictures (Fremantle) et Groenlandia (Banijay).
Concernant la série, Rocco Siffredi a commenté dans une interview au FQ Magazine : « Cette belle histoire est inspirée de ma vie, mais ce n'est pas ma vie… Tout ce que vous verrez dans Supersex vient de moi, mais la scénariste y a mis beaucoup d'elle-même ».
L'acteur Alessandro Borghi, qui interprète le rôle de Rocco Siffredi, a déclaré avoir filmé 50 scènes de sexe en 95 jours pour la série.

### Sortie
Netflix a dévoilé des images promotionnelles de la série en décembre 2023. Un teaser a été publié à la mi-janvier 2024,. La bande-annonce de la série est mise en ligne le 8 février 2024.
La série est présentée en première à la Berlinale 2024,, avant d'être diffusée le 6 mars 2024 sur Netflix.

## Épisodes
La série comporte sept épisodes.
1. Superpouvoir
2. La Chair
3. La Bête
4. Le Rêve
5. L'Île
6. La Résurrection des corps
7. La Queue en dernier